# Polistes smithii
Polistes smithii är en getingart som beskrevs av Henri Saussure 1853. Polistes smithii ingår i släktet pappersgetingar, och familjen getingar.

## Underarter
Arten delas in i följande underarter:
- P. s. neavei
- P. s. mandiburensis
- P. s. defectivus